# Bokelholm
Bokelholm ist ein Ortsteil der Gemeinde Emkendorf im Kreis Rendsburg-Eckernförde in der Nähe des Naturparks Westensee in Schleswig-Holstein.

## Geographie
Bokelholm liegt in einer hügeligen, wald- und seereichen Landschaft zwischen dem kleinen Fluss Wehrau und ihrem Nebenfluss Reidsbek, der südöstlich des Ortes durch die Bokelholmer Fischteiche fließt. Die als Naturschutzgebiet ausgewiesenen ehemaligen Fischteiche bilden ein ausgedehntes Feuchtgebiet mit offenen Wasserflächen, Verlandungszonen und Orchideenwiesen.

## Geschichte
Der Ortsteil wurde 1630 als Meierhof erstmals urkundlich erwähnt.

## Wirtschaft und Infrastruktur

### Unternehmen
Bokelholm verfügt über eine Bäckerei.

### Verkehr
Bokelholm liegt an der Landesstraße 255, von der im Ort die Kreisstraße 45 nach Bokel abzweigt. Östlich der Ansiedlung verläuft in einigen hundert Meter Entfernung die Bundesautobahn 7.
Der Ortsteil liegt an der Bahnstrecke Neumünster–Flensburg und hatte früher einen Bahnhof.